# Piru (Californië)
Piru is een plaats (census-designated place) in de Amerikaanse staat Californië, en valt bestuurlijk gezien onder Ventura County.

## Demografie
Bij de volkstelling in 2000 werd het aantal inwoners vastgesteld op 1196.

## Geografie
Volgens het United States Census Bureau beslaat de plaats een oppervlakte van
6,0 km², geheel bestaande uit land. Piru ligt op ongeveer 165 m boven zeeniveau.

## Plaatsen in de nabije omgeving
De onderstaande figuur toont nabijgelegen plaatsen in een straal van 32 km rond Piru.